# 501-й Легион
501-й Легион (англ. 501st Legion) — международная фанатская организация, которая создаёт реплики идентичные увиденным в фильмах костюмов имперских штурмовиков, Лордов Ситхов, клонов, охотников за головами и других злодеев из вселенной «Звёздные войны». 501-й Легион, который также называют Кулаком Вейдера, полностью состоит из добровольцев.
Созданная Альбином Джонсоном и Томом Крьюсом в августе 1997 года организация теперь состоит из 13 тысяч активных членов по всему миру и в ней зарегистрировано 22 тысячи костюмов. Легион действует на 6 континентах. Его местные подразделения называются «гарнизонами» и «аванпостами», которые активны в 60 странах мира. Члены Легиона появляются на благотворительных, промо- и обычных мероприятиях, зачастую по просьбе департамента фанатских встреч Lucasfilm. Несмотря на то, что 501-й Легион официально не связан с Walt Disney Company и Lucasfilm LLC., считается, что Lucasfilm предпочитает «костюмеров» именно этой организации.

## История создания
В 1997 году Альбин Джонсон создал веб-сайт «Detention Block 2551» (англ. «Тюремный блок 2551»), чтобы размещать на нём фотографии себя и своего друга Тома Крьюса в самодельных костюмах имперских штурмовиков. Примерно в то же время в 1997 году Арни Дехеррера создал сайт «Штурмовиколяндия» и начал переписку с Альбином и Томом. Вскоре к ним присоединился канадец Скотт Макартур, который нарисовал оригинальный логотип со словами «The Fighting 501st!» и шлемом штурмовика с красными глазами на фоне сиреневого герба Империи. Почти сразу этот логотип превратился в текущее лого с красными, чёрными и белыми цветами и словами «Кулак Вейдера». В течение нескольких недель Альбина завалили запросами опубликовать фотографии самодельных костюмов штурмовиков на его сайте. Созданный в Южной Каролине сайт быстро стал международной организацией, которая создавала гарнизоны, аванпосты и отряды, которые помогали «костюмерам» появляться на мероприятиях по месту их жительства.
Несмотря на то, что первоначально Легион создавался для костюмов штурмовиков в белой броне, которые базировались на Звезде Смерти, с расширением организации пришли и новые типы костюмов — Ситхи, охотники за головами и прочие злодеи. Оригинальные, не основанные на костюмах из фильмов, игр, комиксов и прочих каноничных материалов костюмы обычно не принимают в Легион. При приёме и зачислении в базу членов Легиона каждый костюм тщательно проверяется местным гарнизоном и офицерами командования.
Сначала Легион по большей части посещал («трупил», на легионском сленге) научно-фантастические и комиксовые мероприятия или премьеры фильмов серии «Звёздные Войны» в кино. Но члены организации (легионеры) хотели встречаться чаще. Так Легион стал благотворительной организацией.
Через десять лет после создания, 1 января 2007 года 200 легионеров промаршировали на Параде роз в Пасадине в Калифорнии под руководством Джорджа Лукаса. После мероприятия Лукас и Джонсон обсудили будущее быстрорастущего Легион, в результате чего родилось неофициальное партнёрство. Lucasfilm дарует Легиону право на ограниченное использование персонажей Саги, а Легион будет положительно и с уважением представлять франчайз и обязуется никогда не использовать костюмы для личной наживы.
Легион не берёт деньги за свои услуги и появления на мероприятиях. Тем не менее, от организаторов ожидают, что они сделают благотворительные пожертвования от имени Легиона в качестве компенсации.
За время своего существования в 501-м Легионе зарегистрированы тысячи членов, а сама организация завоевала уважение как одна из самых профессиональных костюмных организаций в мире.

### Название
В 1997 году, когда Джонсон и Крьюс выбирали название своего вымышленного подразделения имперских штурмовиков, они хотели придумать реалистичное название, которое было бы оммажем на названия настоящих военных подразделений, вроде того, в котором сражался отец Джонсона во Второй Мировой войне.
В 2004 году после встречи с Альбином Джонсоном и Томом Крьюсом писатель Тимоти Зан в своей книге «Задача на выживание» с разрешения Lucasfilm назвал элитное подразделение штурмовиков работающих с Люком Скайуокером 501-м Легионом — в честь костюмной организации. Вслед за ним другие авторы начали упоминали Легион, закрепляя его место в каноне вселенной «Звёздных Войн». В 2005 году 501-й Легион попал в основную вселенную, когда его включили в новелизацию фильма «Звёздные войны. Эпизод III: Месть ситхов». Синие штурмовики, которые шли штурмовать храм джедаев под руководством Дарта Вейдера в «Мести Ситхов» получили официальное наименование «501-й Легион», который также называли «Кулаком Вейдера», потому как подразделение подчинялось лично ему. Несмотря на то, что фильм не упоминал название подразделения, все сопровождающие и рекламные материалы, в том числе игрушки Hasbro, книги серии Star Wars Visual Dictionary и видеоигра Star Wars: Battlefront II. Сюжетная кампания Battlefront II расширила роль 501-го Легиона до основной боевой единицы в практически каждой битве «Клонической войны» и «Галактической Гражданской войны» Звёздных Войн от битвы за Джеонозис до битвы за Эндор.
В полнометражном мультфильме и последующем мультсериале «Звёздные войны: Войны клонов» 501-й Легион возглавил харизматичный клон капитан Рекс, который вёл подразделение в бой.
В 2015 году в фильме «Звёздные войны: Пробуждение силы» флаг с логотипом 501-го Легиона появился на стенах замка Маз Канаты.

## Членство
Чтобы вступить в 501-й Легион, претенденту должно быть по меньшей мере 18 лет и он должен иметь хотя бы один документированно подтверждённый костюм злодея по вселенной «Звёздные Войны» профессионального качества. Чтобы продлевать своё членство, Легионеры должны трупить хотя бы на одном мероприятии за год и вести себя согласно правилам поведения 501-го Легиона.
Стандарты костюмов Легиона собраны в онлайновой базе данных «Библиотека Образцов Костюмов» (англ. Costume Reference Library, сокращённо CRL). Все костюмы должны соответствовать основным требованиям, чтобы быть допущенными (сленг. «аппрувнутыми»).
Члены Легиона не считают себя косплеерами, вместо этого они называют себя «костюмерами» (ударение на «ю»), тем самым показывая, что их в первую очередь интересует создание и демонстрация максимально детальных и схожих с оригинальными костюмов.
В США средний возраст членов Легиона уходит далеко за 30 лет, поэтому многие Легионеры это уважаемые и известные люди — доктора наук, механики, авиаконструкторы, военные, полицейские. Одним из первых командующих офицеров был Марк Фордхэм — снайпер полицейского спецназа из Теннеси, первый в Легионе сделавший костюм Дарта Вейдера.

### Идентифицирующие номера
Членам 501-го Легиона присваивается численно-буквенная комбинация, вроде TK-899, TR-377 или DZ-40201. Эта традиция произошла от реплики из Звёздных Войн «ТиКей-421, почему ты покинул пост?». Основатель 501-го Легиона Альбин Джонсон решил, что пустынные штурмовики (англ. Desert Troopers) будут именоваться с префиксом TD, снежные штурмовики (Snowtroopers) будут с префиксом TS, а байкеры-разведчики (Biker Scouts) — TB, чтобы у каждой группы была отдельная буква для обозначения.
Каждому члену при вступлении выдаётся уникальный номер. Этот номер выдаётся пожизненно, его никогда не дадут кому-нибудь другому, даже после смерти Легионера. По этой причине многие выбирают число, которое что-то для них значит.
Комбинация префикса и уникального номера создаёт каноничный позывной для каждого легионера и костюма. Член 8968 может именоваться TK-8968, IG-8968 или BS-8968 в зависимости от того в костюме ли он штурмовика, стрелка или байкера-разведчика.
Назначение легионского ID зачастую считается обрядом переход, отмечающим момент официального принятия в международную семью 501-го Легиона.

### Галактическая Академия
Для «костюмеров» по Звёздным Войнам, которые моложе 18 лет, 501-й Легион вместе с братской организацией Легион Повстанцев создали совместную группу для детей, которая называется Галактическая Академия. В Академию можно вступить с костюмами как героев, так и злодеев, нет ограничений по возрасту и жёстких стандартов по костюмам. Галактическая Академия позволяет детям всех возрастов возможность разделять свою любовь к Звёздным Войнам и костюмам по ним.

### Почётные члены
За время своего существования 501-й Легион принял немалое количество почётных членов — авторов, художников, актёров, работников LucasFilm, ILM и Skywalker Sound. Мероприятиях их можно узнать по именным металлическим значкам с разноцветными квадратами в стиле имперских офицеров. Легион имеет беспрецедентный уровень доступа к звёздам фильмов, например, устраивает эксклюзивные ужины с их участием.

## Структура
Легион помогает своим членов находить друг друга двумя способами — по месту жительства и по типам костюмов.

### Местные подразделения
Поскольку 501-й Легион организация международная, она ежедневно получает десятки запросов на появления на мероприятия. Для того, чтобы лучше координировать мероприятия, новых и уже существующих членов, Легион основывает местные подразделения. Уже с ними связываются организаторы мероприятий и новые рекруты.
В 501-м Легионе существуют три вида местных подразделений.
Гарнизоны — самые крупные местные подразделения. В гарнизоне должно состоять по меньшей мере 25 активных членов, но нет ограничения по максимальному числу легионеров. Самым большим гарнизоном считается немецкий, в нём состоят более 800 участников.
Отряды — это суб-подразделения гарнизонов, которые основываются, чтобы лучше координировать легионеров на конкретных территориях. Отряды формируются минимум 10 легионерами гарнизона, которые должны жить относительно недалеко друг от друга, в одном чётко описанном географическом регионе. Гарнизон не обязан иметь отряды, и во многих их нет. Однако многие гарнизоны предпочитают разделяться на отряды для удобство координации.
Аванпосты — мельчайшие подразделения Легиона, их может основать даже один человек. Обычно они создаются, когда в Легион вступает человек, который живёт в местности, где ещё нет существующего гарнизона.

### Детачменты
Если гарнизоны, отряды и аванпосты объединяют легионеров по географическому признаку, то так называемые детачменты собирают людей по типам костюмов, где бы они не были в мире.
На данный момент 501-м Легионе 15 детачментов. Их члены детально исследуют и воссоздают соответствующие типы костюмов, а на форумах детачментов есть детальные описания того, как сделать принадлежащий ему костюм максимально качественно.
- Armored Cavalry Detachment (англ. Бронированная кавалерия): водители AT-AT, AT-ST и командиры танковых подразделений
- Blizzard Force: Снежные штурмовики, галактический десант
- Bounty Hunters Guild (англ. Гильдия охотников за головами): Охотники за головами
- Clone Trooper Detachment (англ. Детачмент штурмовиков-клонов): Штурмовики-клоны из Эпизодов II и III и мультсериала Звёздные Войны: Войны Клонов
- First Imperial Stormtrooper Detachment (англ. Первый детачмент имперских штурмовиков): Штурмовики
- Flagship Eclipse Detachment (англ. Флагман Затмение): персонажи Расширенной Вселенной/Легенд (появившихся только в книгах, комиксах, играх и т. д.), кроме штурмовиков
- Imperial Gunnery Corps (англ. Корпус имперских артиллеристов): Имперские артиллеристы
- Imperial Officer Corps (англ. Корпус Имперских офицеров): Имперские офицеры и прочий персонал Имперского флота и Звезды Смерти
- Jolly Roger Squadron (англ. Эскадрилья Весёлый Роджер): Пилоты СИД-истребителей
- Krayt Clan (англ. Клан Крэйт): Тускенские разбойники, джавы, гамореанские стражи и прочие обитатели дворца Джаббы
- Mos Eisley Police Department (англ. Полицейский департамент Мос Айсли): Песчаные штурмовики
- Pathfinders Detachment (англ. Детачмент первопроходцев): штурмовики-разведчики, клоны-разведчики
- Sith Lord Detachment (англ. Детачмент Лордов Ситхов): Лорды Ситхов из фильмов: Дарт Вейдер, Дарт Сидиус, Дарт Мол, Дарт Тиранус и Кайло Рен
- Sovereign Protectors (англ. Защитники Владыки): Императорская гвардия
- Spec Ops Detachment (англ. Детачмент спецподразделений): персонажи Расширенной Вселенной/Легенд (штурмовики)

### Российский аванпост
В 2012 году Алёна Варивончик создала российский аванпост 501-го Легиона. Состоящий из 23 активных членов, аванпост принимает активное участие как в развлекательных мероприятиях, вроде выставок Игромир, Старкон и Ava Expo, так и работает с благотворительными организациями как Ad Vita и Благотворительный Фонд Константина Хабенского. Также бойцы Легиона посещают мероприятия по запуску новых фильмов Саги, тесно работая с российским отделением Walt Disney Company и сетями кинотеатров для популяризации Звёздных Войн и сбора средств на благотворительность.
Командование российского аванпоста.
Командующий офицер: Андрей Кудрявцев (TK 25007)
PR-офицер: Анастасия Кузнецова (SL 80087)
Офицер по работе сайта и форума: Андрей Мацеевич (ID 10148)
Капитан стражи: Андрей Кудрявцев (TK 25007)